# 王倫 (水滸傳)
王倫，《水滸傳》中梁山初期的寨主，梁山水寨的创建人，渾號「白衣秀士」。
王倫原是讀書人出身，因屢試不第心中有怨於是決定走偏門，曾與杜遷一起受柴進接濟。後來與杜遷同在梁山泊落草立寨，之後宋萬與朱貴入夥，共聚七八百人，變成連官府也不敢興兵招惹的大山头，王倫之名也因此傳遍江湖。因為王倫是當時第一個落草當賊的讀書人，故得到「白衣秀士」的雅號。
王倫虽然有开创梁山基业之功，但心胸狹隘且自知無能，深怕有才之人上山搶走自己的寨主大位；柴進修書舉薦走投無路的林冲到梁山泊入伙時，王倫怕了這位神勇無敵的前禁軍教頭，意欲打發林冲離去，在杜、宋二人勸阻後，方命林冲下山殺人獻首作為加入梁山的條件。結果林冲在山下與路過的楊志交手打平，王倫素仰楊志大名，便邀請楊志在山上落草，暗中希望以他制衡林冲，但楊志一心要回東京尋職沒有留下，王倫不得已讓林冲落草梁山。
後來晁蓋一夥上山投靠，之前一個林沖已讓王倫心驚肉跳，這次來一大票能人異士直接讓王倫嚇破膽，堅定推託不讓晁蓋一夥加入，此舉也惹來林冲極度不滿，最後在送別酒席間被吳用使計激怒的林冲一刀捅死。晁盖、吴用、林冲政变成功，晁盖被推为梁山泊主。晁即位后，对王伦旧部采取宽大、信任的怀柔政策，使王伦旧部全体归顺，梁山聚义从此开启新的篇章。

## 影视形象
- 1976年香港無線電視版《迫上梁山》：蕭亮
- 1983年山东版《水浒》：王滨、柳玉林
- 1998年央视版《水浒传》：赵彦民
- 2011年版《水浒传》：李昊翰

| 前任： — | 梁山寨主 | 繼任： 晁蓋 |

## 相關
- 《水浒传》
- 林冲